# Poet național

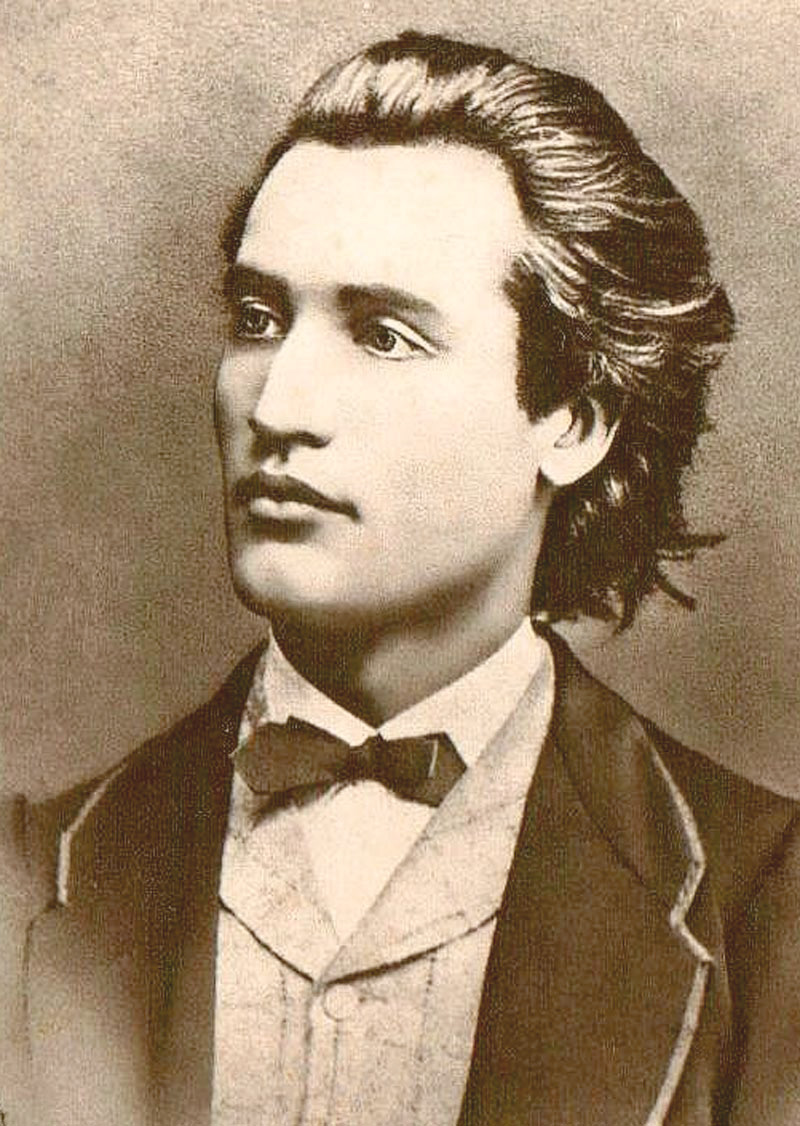
Mihai Eminescu, născut la Botoșani, este poet național atât al României cât și al Republicii Moldova

Poetul național este un poet susținut de tradiție și de aprecierea populară, reprezentând identitatea, credințele și principiile unei anumite culturi naționale. Poetul național ca erou cultural este un simbol de lungă durată, care trebuie distins de titularii succesivi ai unei funcții de poet laureat desemnat birocratic. Ideea și onorarea poeților naționali a apărut în principal în timpul romantismului, ca figuri care au ajutat la consolidarea statelor naționale, deoarece a asigurat validarea grupurilor lor etno-lingvistice.

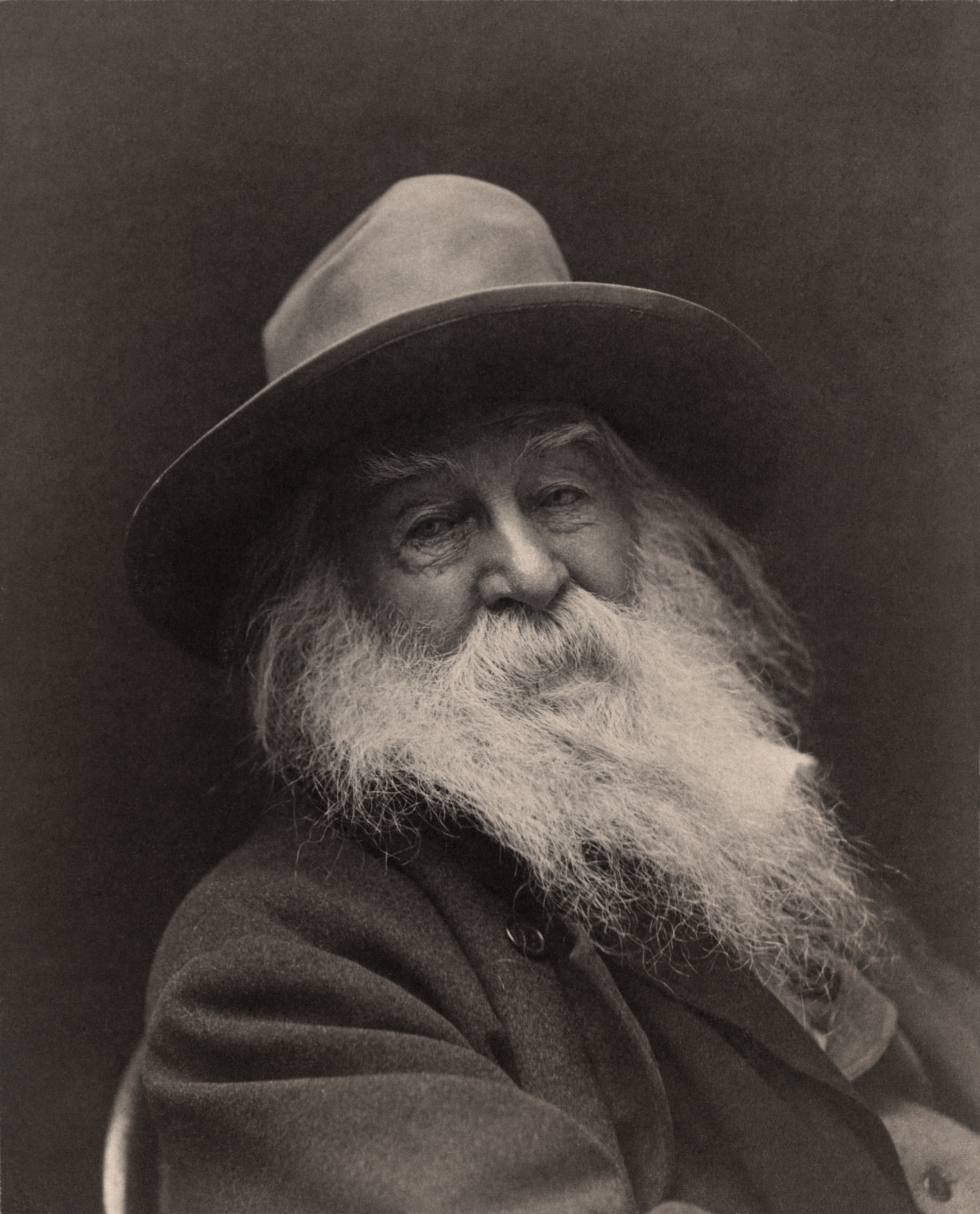
Walt Whitman, descris adesea ca fiind poetul național al Statelor Unite

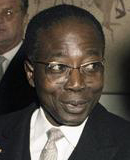
Léopold Sédar Senghor

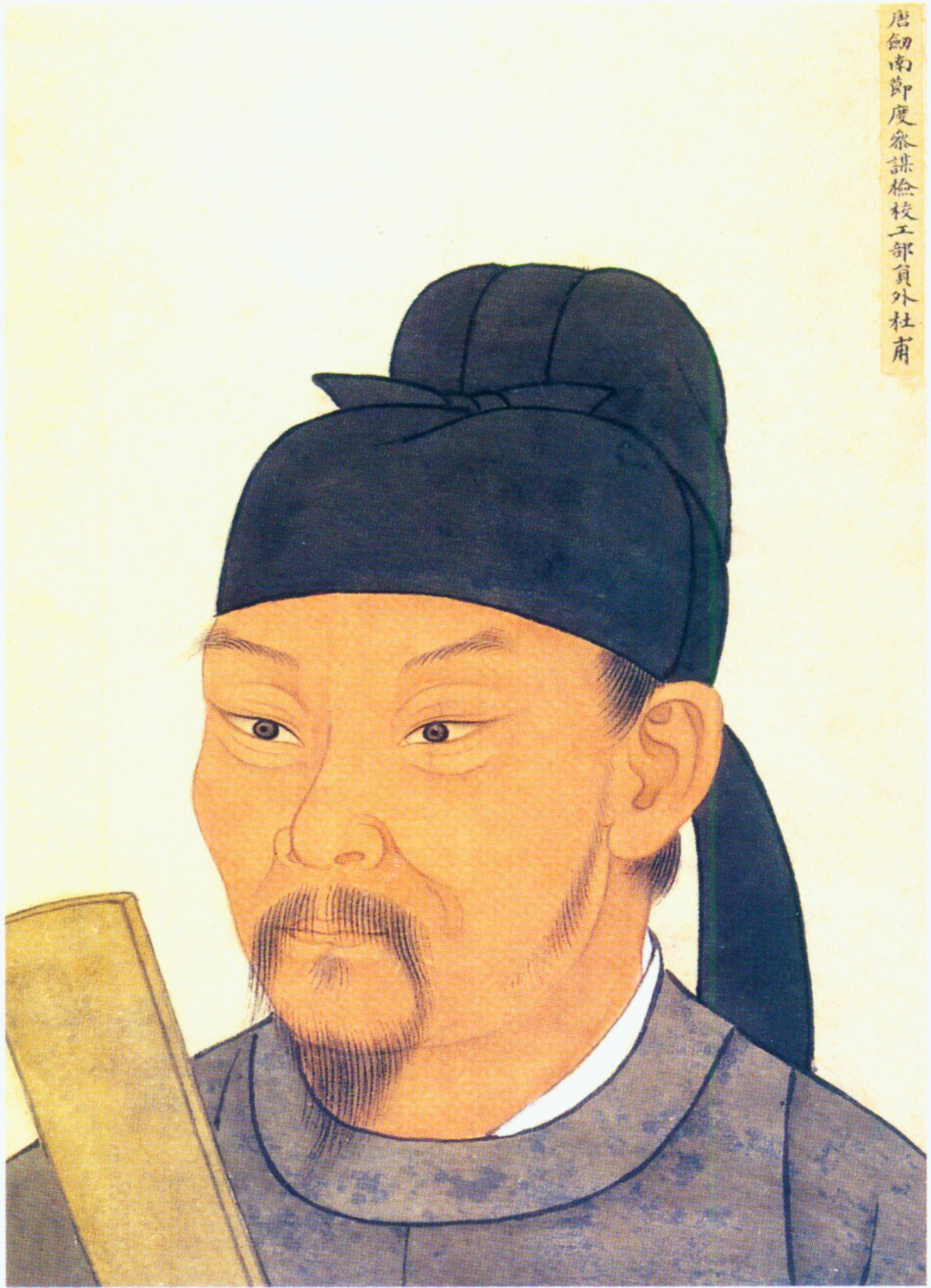
Du Fu

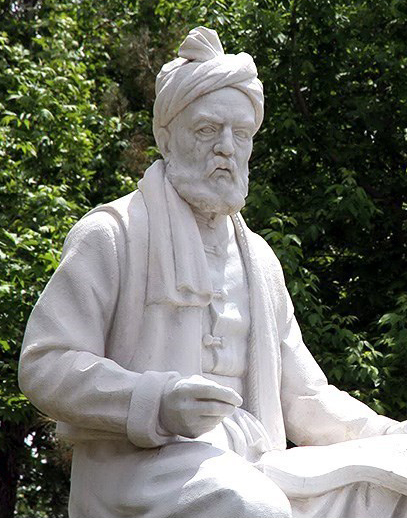
Ferdousi

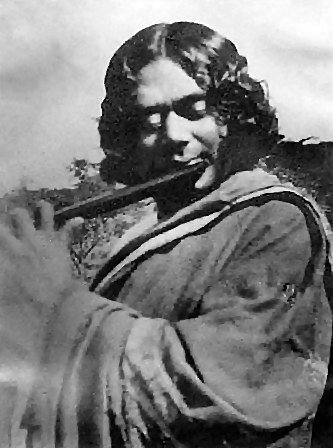
Kazi Nazrul Islam

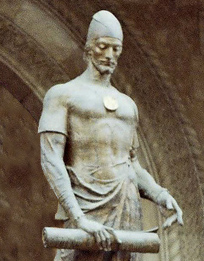
Șota Rustaveli

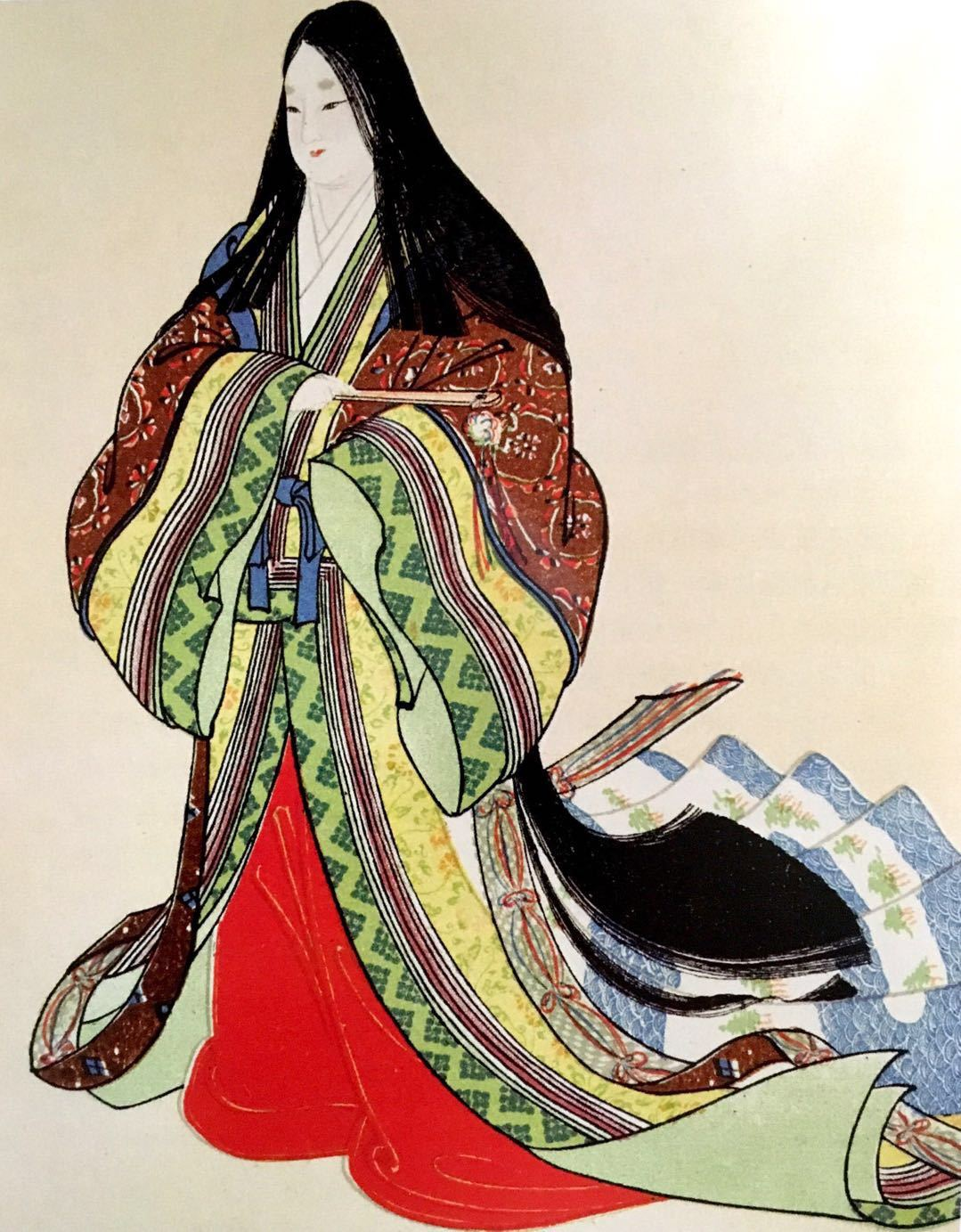
Murasaki Shikibu

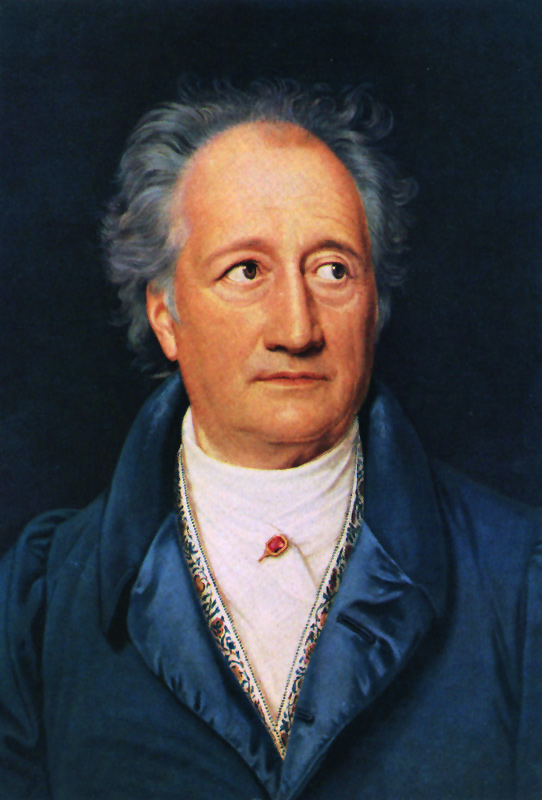
Johann Wolfgang von Goethe

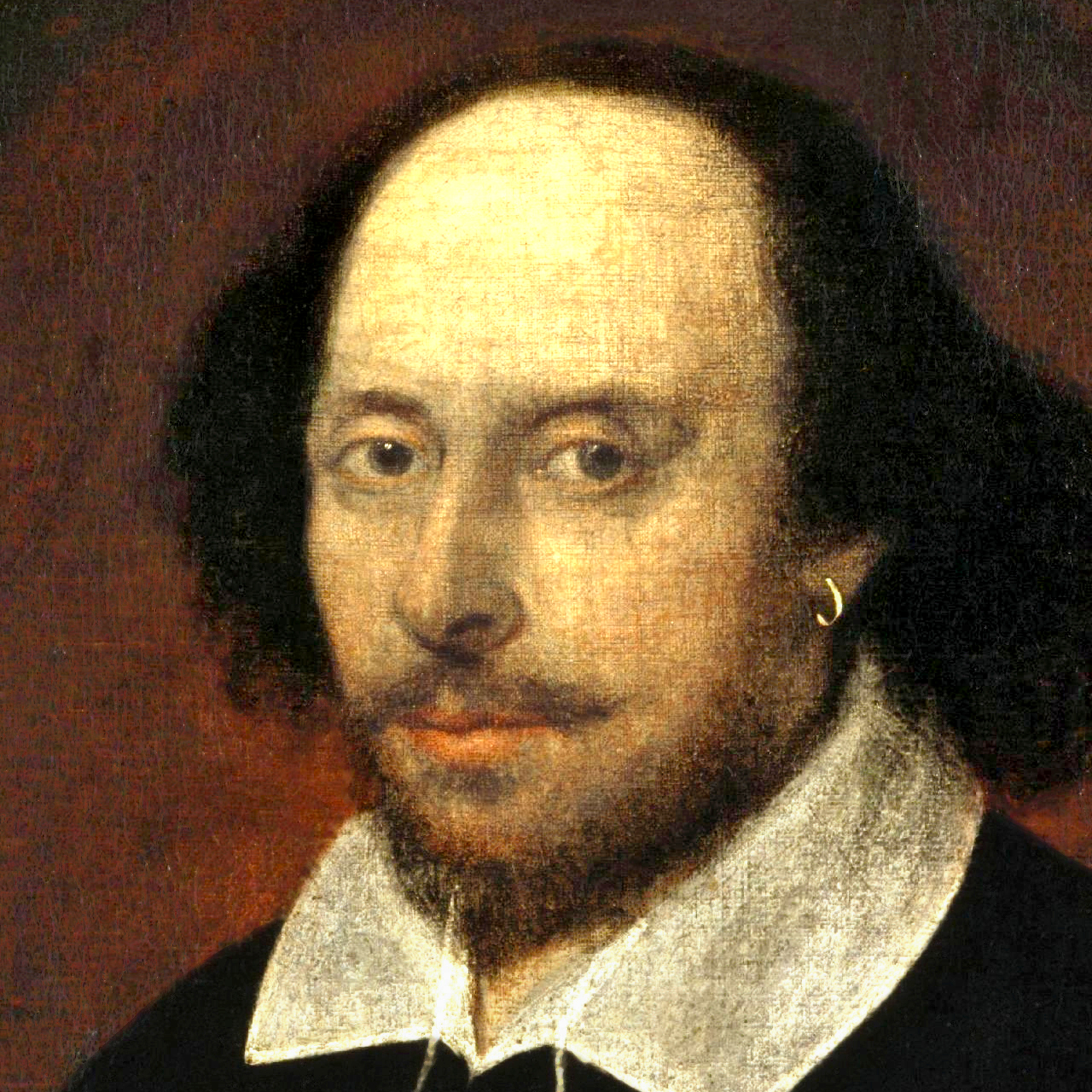
William Shakespeare

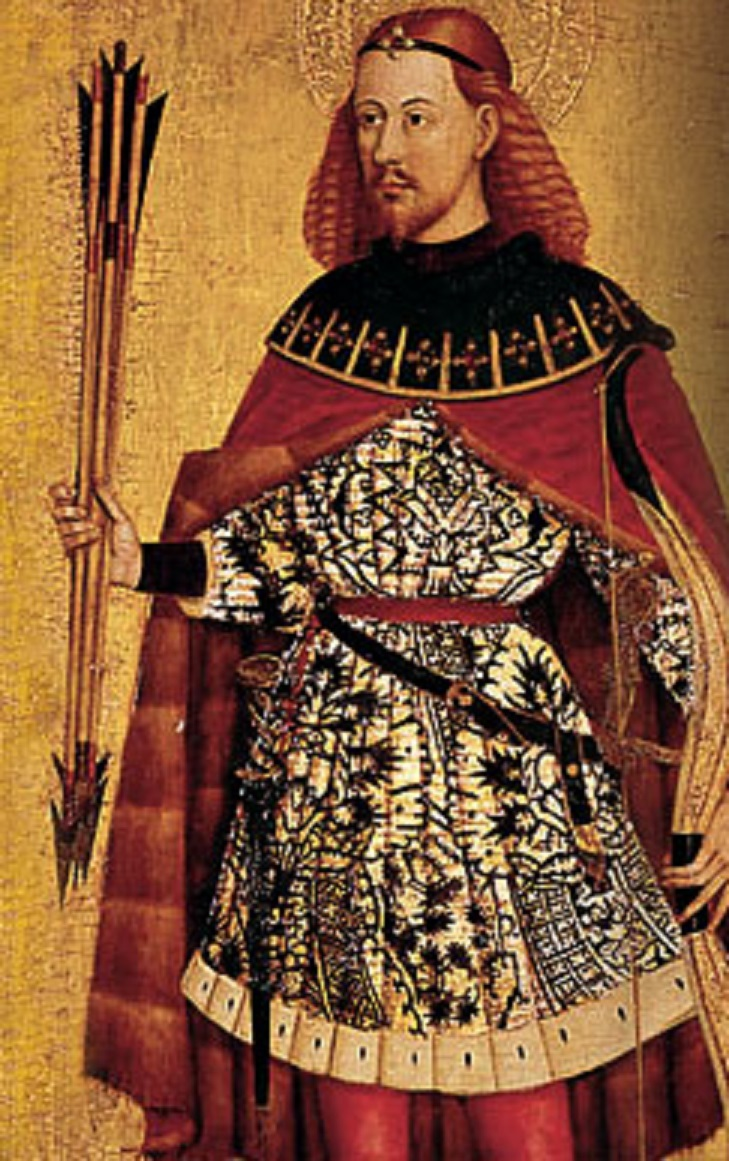
Ausiàs March

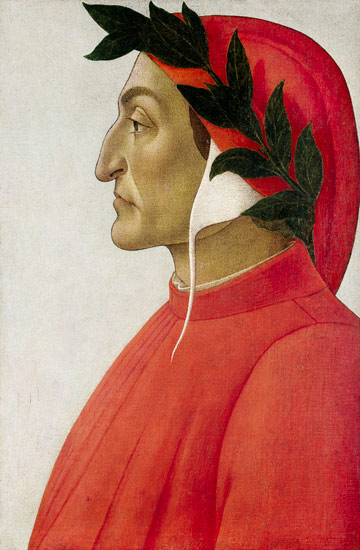
Dante Alighieri

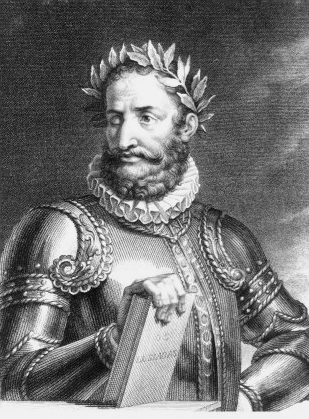
Luís de Camões

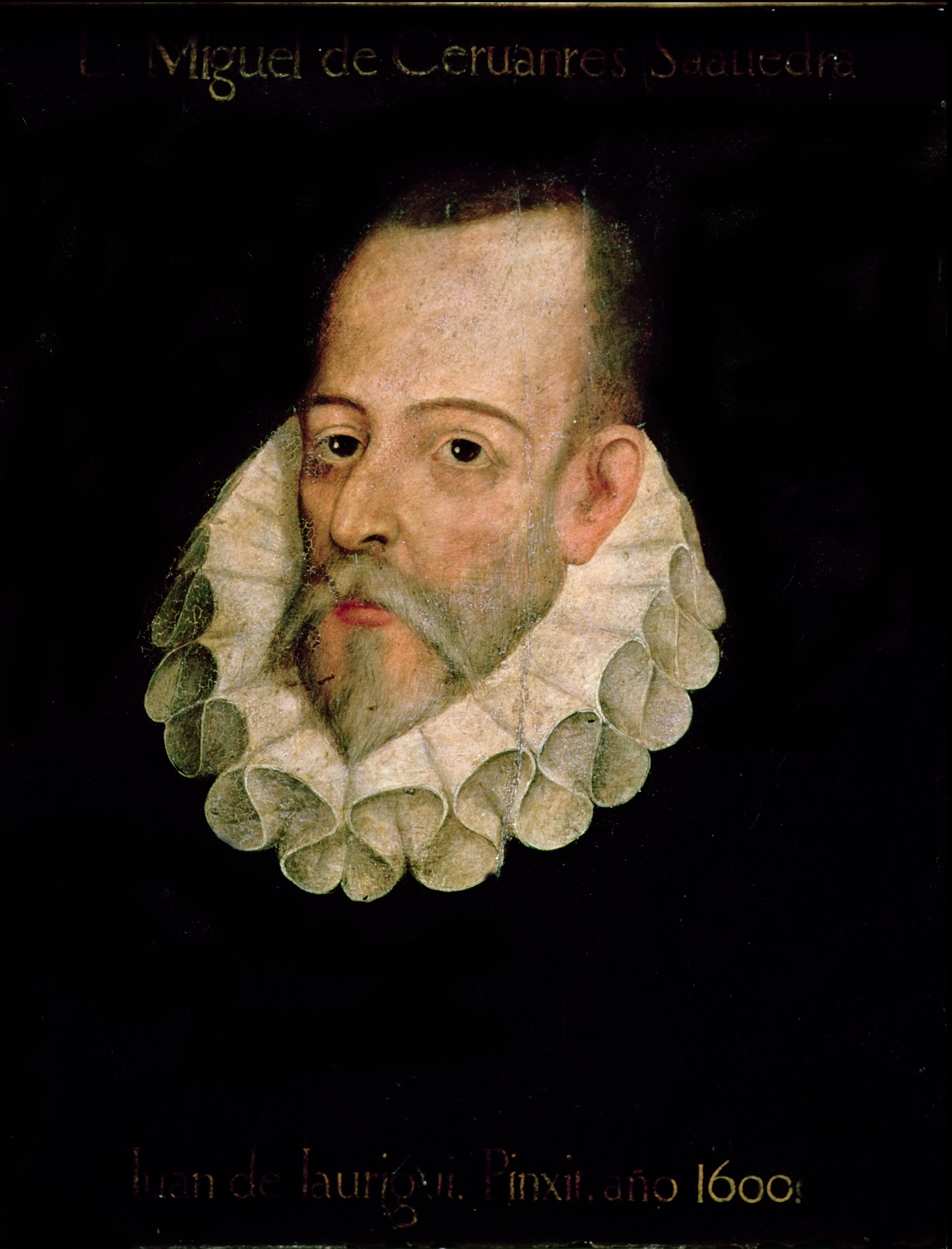
Miguel de Cervantes

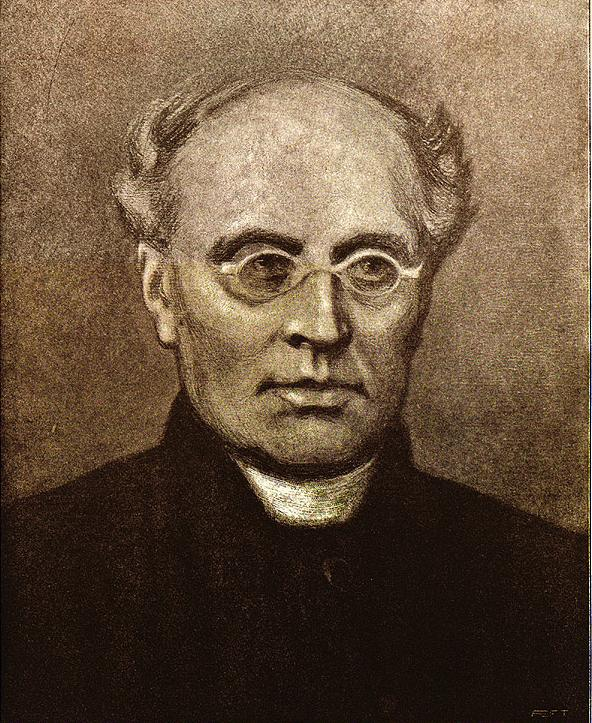
Johan Ludvig Runeberg

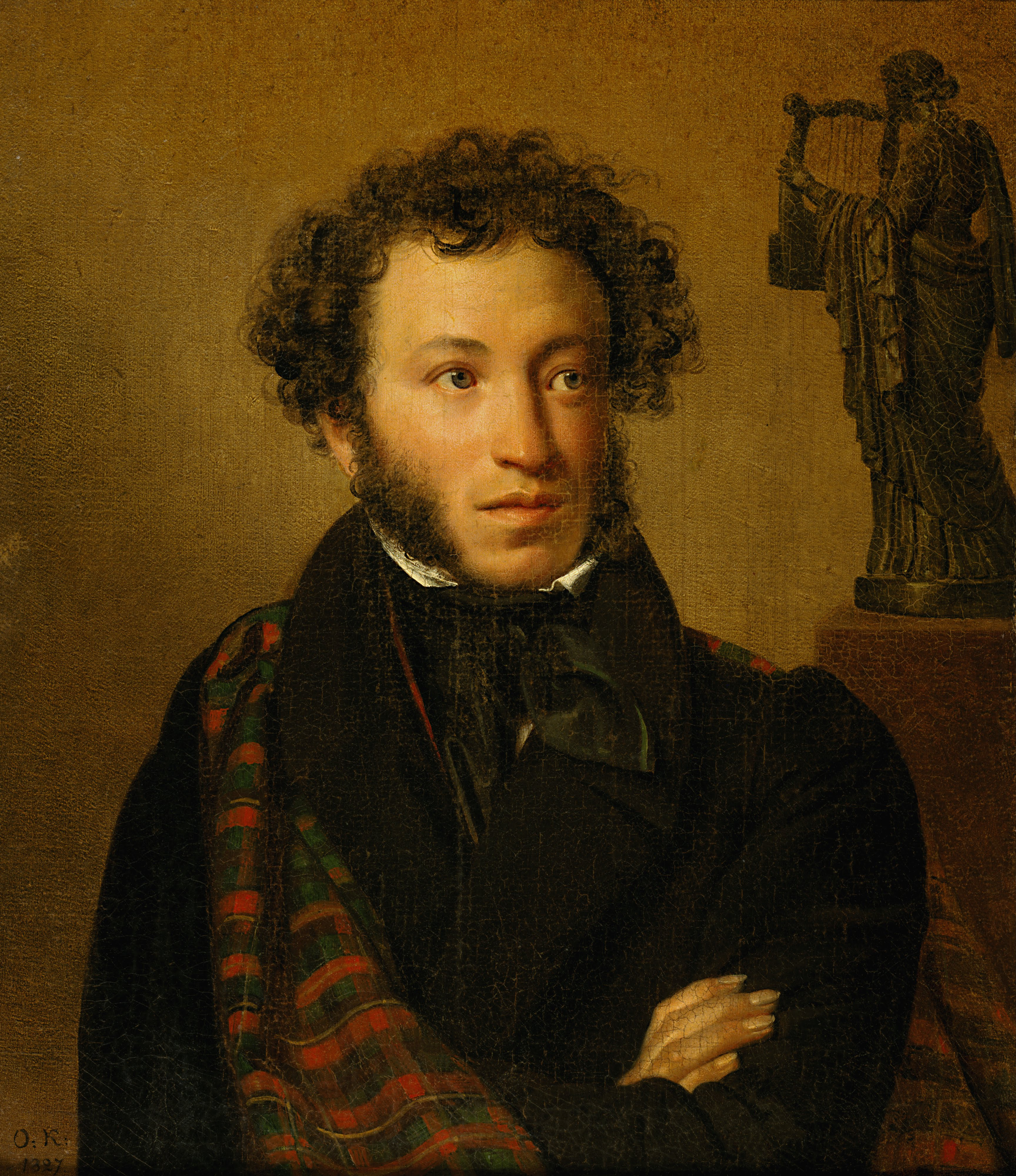
Aleksandr Pușkin

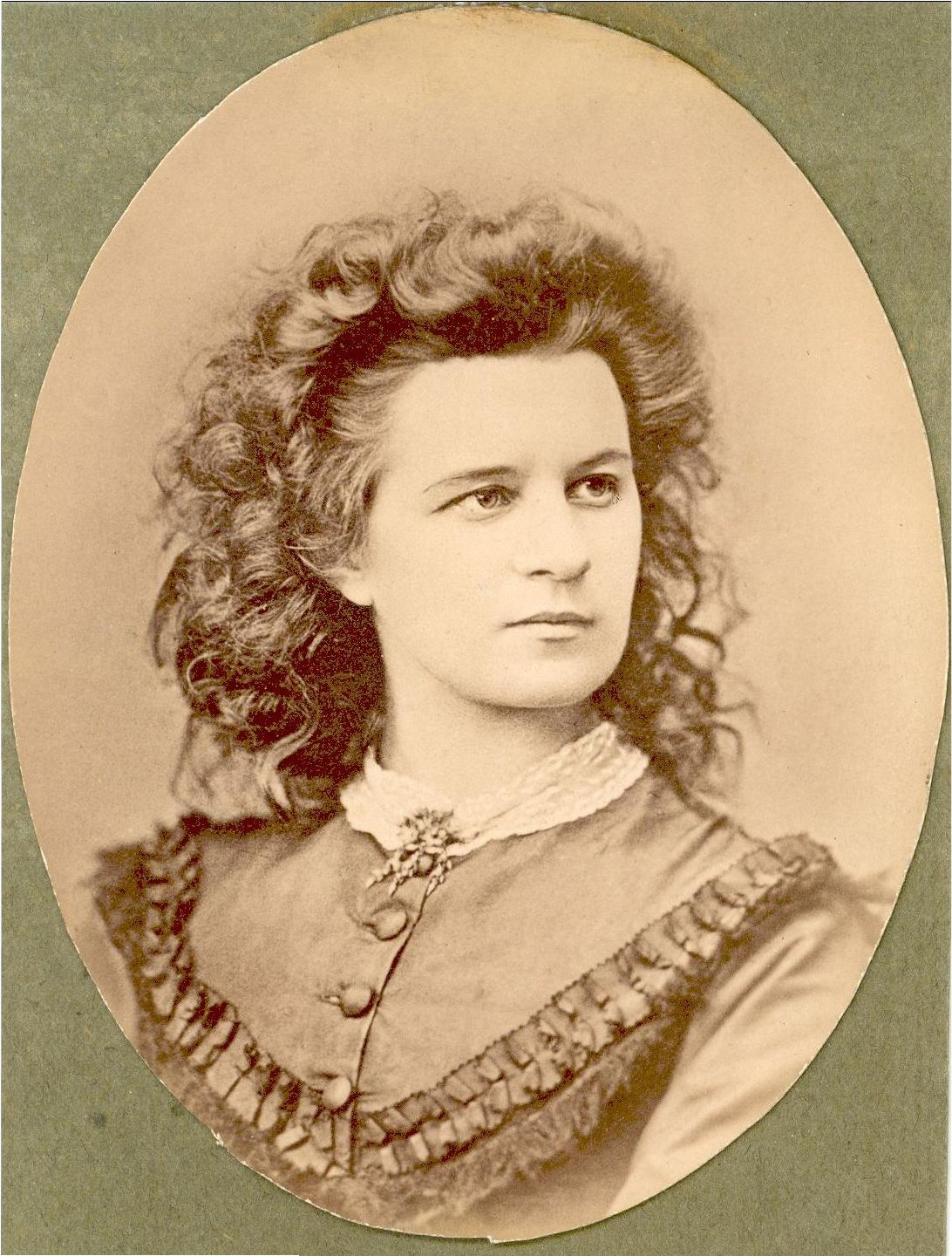
Lydia Koidula

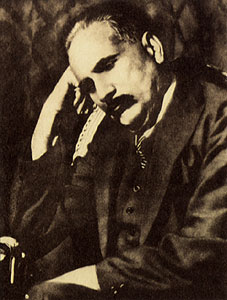
Mohammed Iqbal

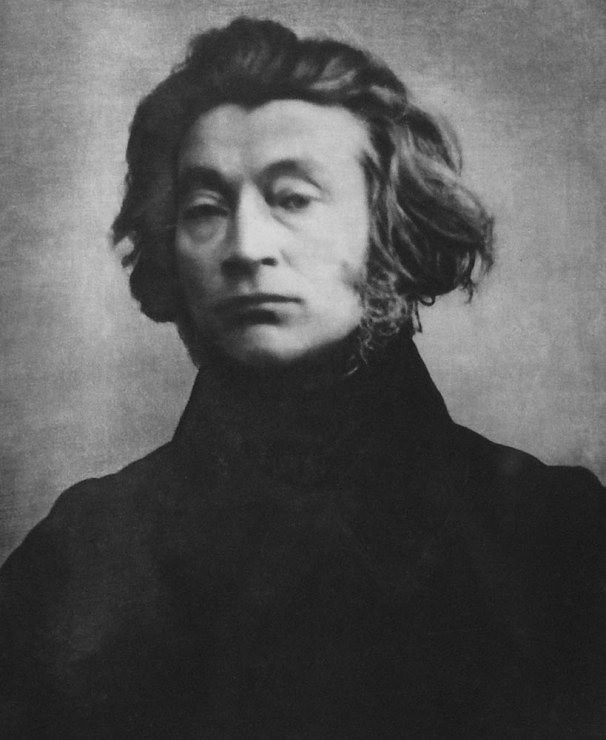
Adam Mickiewicz

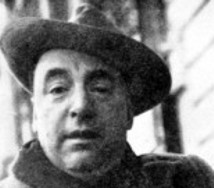
Neruda

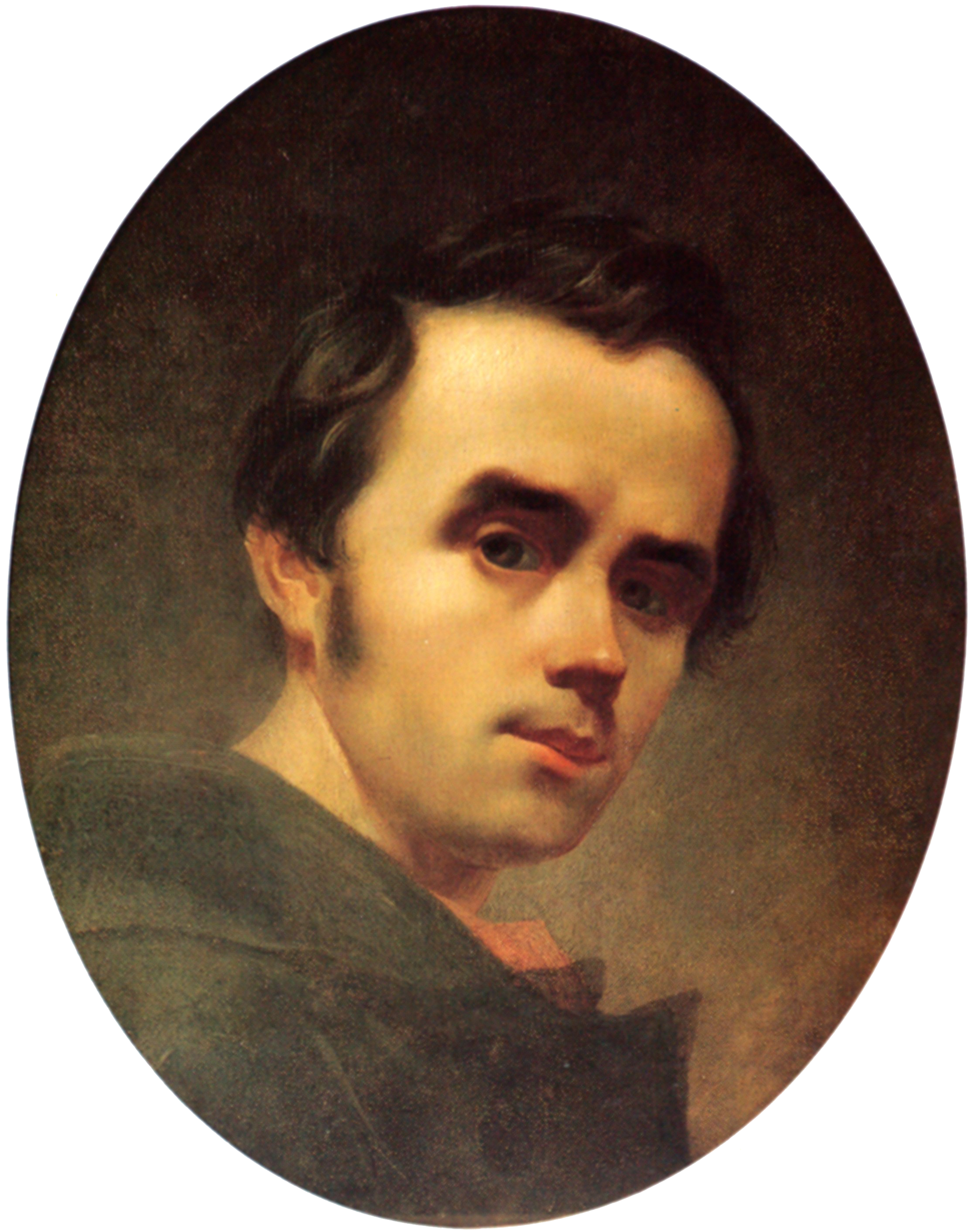
Taras Șevcenko

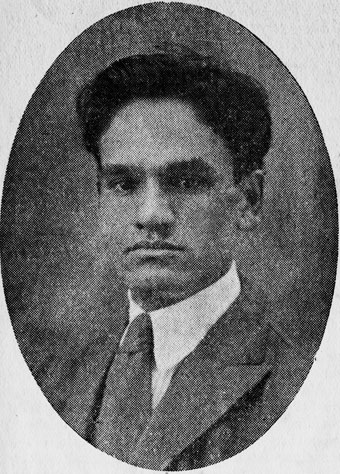
César Vallejo

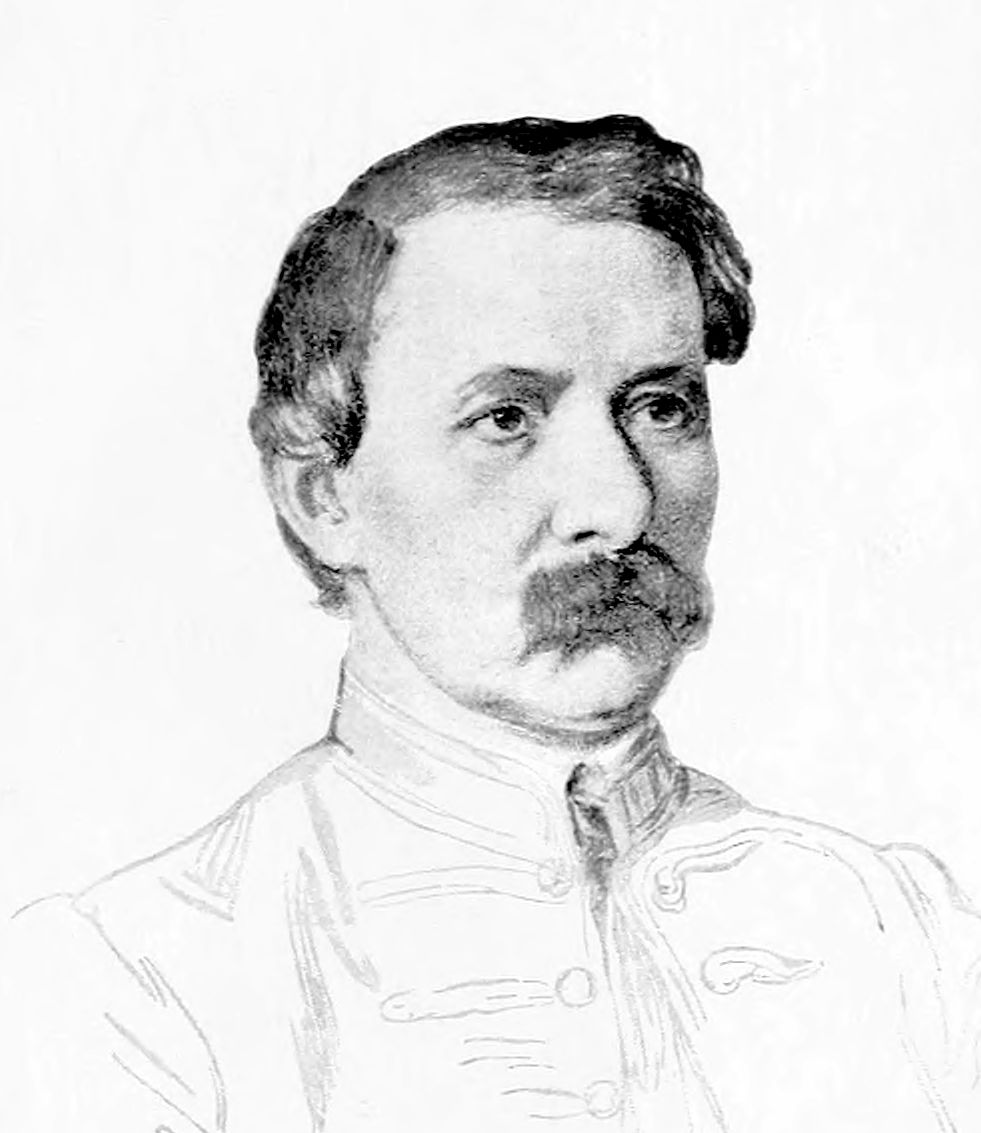
János Arany

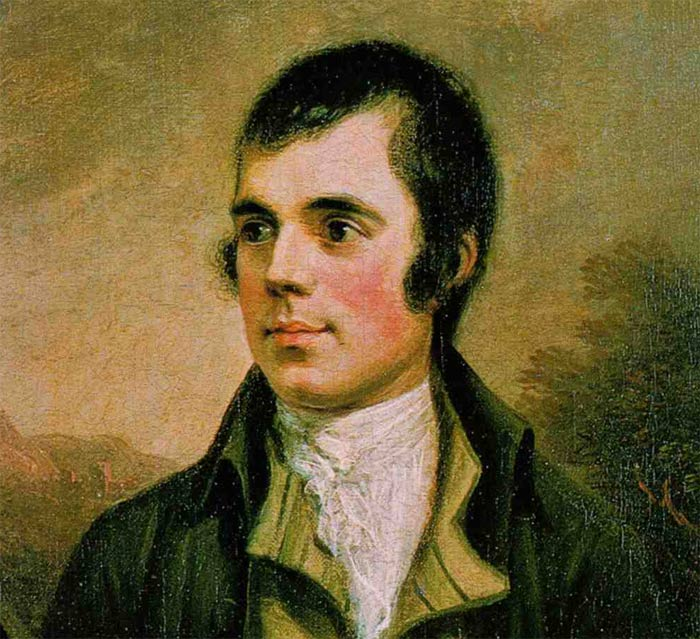
Robert Burns

Cei mai mulți poeți naționali sunt figuri istorice, deși câțiva scriitori contemporani care activează în literaturile naționale care sunt relativ noi sau au „reînviat” sunt, de asemenea, luați în considerare ca poeți naționali. Deși nu sunt aleși oficial, poeții naționali joacă un rol în modelarea înțelegerii unei țări despre sine. Unele națiuni pot avea mai mult de un poet național, ideea de unul singur este întotdeauna o simplificare. Poetul național „trebuie să scrie o poezie ce este identifică îndeaproape cu cauza națiunii sau este gândită pentru a face acest lucru”, cu o presupunere suplimentară că „un poet național trebuie să scrie într-o limbă națională/populară”.

## Listă de poeți naționali
Următoarea este o listă de națiuni cu posibilii poeții naționali asociați. Nu este o listă de state sau țări suverane, deși multe dintre națiunile enumerate pot fi, de asemenea, și state. Termenii „națiune” (ca concept cultural), „țară” (ca concept geografic) și „stat” (ca concept politic) nu sunt sinonimi.

### Africa
| Țara          | Poet                                 |
| ------------- | ------------------------------------ |
| Algeria       | Si Mohand, Moufdi Zakaria            |
| Angola        | Agostinho Neto                       |
| Egipt         | Ahmed Shawqi                         |
| Etiopia       | Gibreab Teferi, Tsegaye Gabre-Medhin |
| Ghana         | Atukwei Okai, Kofi Awoonor           |
| Lesotho       | Thomas Mofolo                        |
| Liberia       | Melvin B. Tolson                     |
| Madagascar    | Jean-Joseph Rabearivelo              |
| Mali          | Fily Dabo Sissoko                    |
| Mauritius     | Léoville L'Homme                     |
| Maroc         | Mohammed Awzal                       |
| Mozambic      | José Craveirinha                     |
| Namibia       | Mvula ya Nangolo                     |
| Nigeria       | Chinua Achebe                        |
| Senegal       | Léopold Sédar Senghor                |
| Sierra Leone  | Davidson Nicol                       |
| Somalia       | Hadrawi                              |
| Africa de Sud | Mazisi Kunene, S. E. K. Mqhayi       |
| Sudan         | Gely Abdel Rahman                    |
| Tanzania      | Shaaban bin Robert                   |
| Tunisia       | Abu Al-Qassim Al-Shabbi              |

### America de Nord
| Țara                 | Poeți                                                                                          |
| -------------------- | ---------------------------------------------------------------------------------------------- |
| Barbados             | Kamau Brathwaite                                                                               |
| Canada               | Pauline Johnson, John McCrae, Margaret Atwood, Lucy Maud Montgomery                            |
| Cuba                 | José Martí, Lezama Lima, Nicolás Guillén                                                       |
| Costa Rica           | Aquileo J. Echeverría, Carmen Lyra                                                             |
| Republica Dominicană | Pedro Mir                                                                                      |
| Groenlanda           | Henning Jakob Henrik Lund                                                                      |
| Guatemala            | Miguel Ángel Asturias                                                                          |
| Haiti                | Jacques Roumain                                                                                |
| Jamaica              | Claude McKay                                                                                   |
| Mexic                | Ramón López Velarde, Octavio Paz                                                               |
| Nicaragua            | Rubén Darío                                                                                    |
| Panama               | Ricardo Miró                                                                                   |
| Quebec               | Gilles Vigneault, Félix Leclerc, Gaston Miron, Gérald Godin, Émile Nelligan, Octave Crémazie   |
| Sfânta Lucia         | Derek Walcott                                                                                  |
| Puerto Rico          | Julia de Burgos, Giannina Braschi, Juan Antonio Corretjer, Lola Rodríguez de Tió, Nimia Vicéns |
| Statele Unite        | Walt Whitman, Emily Dickinson, Robert Frost, Langston Hughes, Maya Angelou, Gwendolyn Brooks   |

### America de Sud
| Țara      | Poeți                                                                     |
| --------- | ------------------------------------------------------------------------- |
| Argentina | José Hernández,Jorge Luis Borges, Leopoldo Lugones                        |
| Brazilia  | Gonçalves Dias, Olavo Bilac, Carlos Drummond de Andrade, Machado de Assis |
| Chile     | Pablo Neruda, Gabriela Mistral                                            |
| Columbia  | Rafael Pombo, José Asunción Silva                                         |
| Ecuador   | José Joaquín de Olmedo, Jorge Enrique Adoum                               |
| Guyana    | Martin Carter                                                             |
| Peru      | César Vallejo                                                             |
| Surinam   | Trefossa                                                                  |
| Uruguay   | Juan Zorrilla de San Martín                                               |
| Venezuela | Rómulo Gallegos, Andrés Eloy Blanco                                       |

### Asia
| Țara           | Poeți |
| -------------- | --- |
| Afganistan     | Rumi, Khushal Khattak |
| Azerbaijan     | Fuzûlî, Imadaddin Nasimi, Samad Vurgun |
| Bangladesh     | Kazi Nazrul Islam |
| China          | Du Fu, Li Bai, Lu Xun, Luo Binwang, Wang Bo, Lu Zhaolin, Song Zhiwen, Du Shenyan, Yang Jiong, Chen Zi'ang, Zhang Jiuling, Wang Wei, Meng Haoran, Huangfu Ran, Wang Changling, He Zhizhang, Wang Zhihuan, Liu Zongyuan, Han Yu, Bai Juyi, Du Mu, Su Shi, Huang Tingjian, Wang Anshi, Li Qingzhao, Yue Fei, Mi Fu, Cai Xiang, Xin Qiji, Fan Zhongyan, Fan Chengda, Yan Shu, Su Zhe, Sima Guang, Lu You, Ouyang Xiu, Wen Tianxiang         |
| Cambodia       | Preah Botumthera Som, Krom Ngoy, Chuon Nath |
| Daghestan      | Rasul Gamzatov |
| India          | Valmiki, Jhaverchand Meghani, Vedavyasa, Kalidasa, Amir Khusro, Daagh Dehlvi, Ghalib, Mir Taqi Mir, Tulsidas, Maithili Sharan Gupt, Rabindranath Tagore, Maithili Sharan Gupt, Ramdhari Singh Dinkar, Subramaniya Bharathi, Kuvempu, Harivansh Rai Bachchan,Nilmani Phookan, M. Govinda Pai, G.S. Shivarudrappa, Pradeep, Sohan Lal Dwivedi, Makhanlal Chaturvedi, Atal Bihari Vajpayee, Tanupriya Kalita, Sananta Tanty, Kumar Vishwas |
| Indonezia      | Chairil Anwar |
| Iran           | Ferdowsi, Rumi, Hafez, Attar, Abu Sa'id, Sanai, Rudaki, Nizami Ganjavi, Saadi, Omar Khayyám, Nasir Khusraw, Vahshi Bafqi, Aref Qazvini, Nima Yooshij, Simin Behbahani, Adib Boroumand, Mohammad-Taqi Bahar, Mohammad-Hossein Shahriar, Parvin E'tesami, hushang ebtehaj, ahmad shamlou, forugh farrokhzad, Akhavān-Sāless |
| Iraq           | Al-Mutanabbi, Jamil Sidqi al-Zahawi, Muhammad Mahdi al-Jawahiri, Badr Shakir al-Sayyab, Muthaffar al-Nawab, Nazik Al-Malaika, Ahmed Matar, Saadi Youssef, Lamia Abbas, Maruf al Rusafi |
| Israel         | Haim Nahman Bialik |
| Japonia        | Koizumi Yakumo, Murasaki Shikibu, Matsuo Bashō, Kobayashi Issa, Ishikawa Takuboku, Tanikawa Shuntaro |
| Iordania       | Mustafa Wahbi al-Tal |
| Kazahstan      | Abai Kunanbaev |
| Coreea         | Cho Ki-chon, Yun Dongju, Han Yong-un, Park Mok-wol, Jeong Cheol |
| Kurdistan      | Khana Qubadi, Ahmad Khani, Haji Qadir Koyi, Faqi Tayran, Sherko Bekas, Malaye Jaziri |
| Kîrgîzstan     | Toktogul Satylganov |
| Liban          | Khalil Gibran, Said Akl |
| Malaezia       | Usman Awang |
| Mongolia       | Dashdorjiin Natsagdorj, Byambyn Rinchen, Hadaa Sendoo |
| Myanmar        | Min Thu Wun |
| Nepal          | Madhav Prasad Ghimire |
| Pakistan       | Allama Mohammed Iqbal |
| Palestina      | Mahmoud Darwish |
| Filipine       | Francisco Balagtas |
| Arabia Saudită | Ghazi Abdul Rahman Al Gosaibi |
| Sri Lanka      | Ananda Samarakoon |
| Siria          | Adunis, Nizar Qabbani |
| Taiwan         | Loa Ho, Yu Kwang-chung, Luo Fu (poet), Yang Mu |
| Tadjikistan    | Rudaki, Ferdowsi, Saadi, Molavi, Nasir Khusraw, Sadriddin Aini, Gulnazar Keldi |
| Tailanda       | Thammathibet, Phra Phutthaloetla Naphalai (disputat), Sunthorn Phu, Vajiravudh, Thommayanti |
| Turkmenistan   | Magtymguly Pyragy |
| Uzbekistan     | Abdulla Oripov, Erkin Vohidov, Gafur Guliam, Mirtemir |
| Vietnam        | Nguyễn Du, Nguyễn Đình Chiểu, Hồ Xuân Hương, Bà Huyện Thanh Quan, Hàn Mặc Tử, Đoàn Thị Điểm, Nguyễn Khuyến |
| Yemen          | Abdullah Al-Baradouni, Waddah al-Yaman |

### Europa
| Țara                  | Poeți |
| --------------------- | --- |
| Albania               | Gjergj Fishta, Naim Frashëri |
| Andorra               | Albert Salvadó |
| Armenia               | Grigor Narekatsi, Sayat-Nova, Hovhannes Tumanyan, Yeghishe Charents                                                                    |
| Austria               | Franz Grillparzer, Peter Rosegger, Johann Nepomuk Nestroy                                                                              |
| Belarus               | Yanka Kupala, Yakub Kolas |
| Belgia                | Emile Verhaeren, Maurice Maeterlinck                                                                                                   |
| Catalonia             | Ausiàs March, Vicent Garcia, Jacint Verdaguer                                                                                          |
| Galicia               | Rosalía de Castro, Eduardo Pondal, Alfonso X, Castelao                                                                                 |
| Flandra               | Hendrik Conscience, Guido Gezelle, Hugo Claus                                                                                          |
| Bosnia și Herțegovina | Mak Dizdar, Izet Sarajlić, Aleksa Šantić                                                                                               |
| Bulgaria              | Hristo Botev, Ivan Vazov |
| Croația               | Marko Marulić, Miroslav Krleža |
| Cipru                 | Vasilis Michaelides |
| Cehia                 | Karel Hynek Mácha, Božena Němcová, Jan Neruda                                                                                          |
| Danemarca             | Adam Oehlenschläger, Søren Kierkegaard                                                                                                 |
| Insulele Feroe        | William Heinesen |
| Anglia                | Geoffrey Chaucer, William Shakespeare, William Blake, William Wordsworth, Samuel Taylor Coleridge                                      |
| Estonia               | Kristjan Jaak Peterson, Lydia Koidula, Friedrich Reinhold Kreutzwald                                                                   |
| Finlanda              | Eino Leino, Johan Ludvig Runeberg |
| Franța                | Charles Baudelaire, Victor Hugo |
| Georgia               | Șota Rustaveli |
| Germania              | Johann Wolfgang von Goethe, Friedrich von Schiller                                                                                     |
| Gibraltar             | Héctor Licudi |
| Grecia                | Homer, Dionysios Solomos |
| Guernsey              | George Métivier |
| Ungaria               | Sándor Petőfi, János Arany |
| Islanda               | Egill Skallagrímsson, Jónas Hallgrímsson, Hallgrímur Pétursson                                                                         |
| Irlanda               | Thomas Moore, William Butler Yeats, Seamus Heaney                                                                                      |
| Insula Man            | T. E. Brown |
| Italia                | Vergiliu, Dante Alighieri, Francesco Petrarca, Giovanni Boccaccio, Giosuè Carducci, Giacomo Leopardi, Ugo Foscolo, Gabriele D'Annunzio |
| Jersey                | Wace |
| Letonia               | Rainis, Andrejs Pumpurs |
| Liechtenstein         | Peter Kaiser |
| Lituania              | Kristijonas Donelaitis, Maironis |
| Luxembourg            | Edmond de la Fontaine, Michel Rodange, Michel Lentz                                                                                    |
| Malta                 | Dun Karm Psaila |
| Moldova               | Grigore Vieru, Mihai Eminescu |
| Monaco                | Louis Notari |
| Muntenegru            | Petar al II-lea Petrović-Njegoš |
| Țările de Jos         | Joost van den Vondel, Jacob Cats |
| Friesland             | Gysbert Japicx (sau Japiks) |
| Macedonia de Nord     | Kočo Racin, Gheorghi Pulevski și Kole Nedelkovski                                                                                      |
| Norvegia              | Henrik Wergeland |
| Polonia               | Jan Kochanowski, Adam Mickiewicz, Juliusz Słowacki, Zygmunt Krasiński, Cyprian Norwid                                                  |
| Portugalia            | Luís de Camões, Fernando Pessoa |
| România               | Mihai Eminescu |
| Rusia                 | Aleksandr Pușkin |
| Daghestan             | Rasul Gamzatov |
| Osetia de Nord-Alania | Kosta Hetagurov |
| San Marino            | Pio Chiaruzzi |
| Scoția                | Robert Burns, Hugh MacDiarmid |
| Serbia                | Petar al II-lea Petrović-Njegoš, Vladislav Petković Dis, Oskar Davičo, Desanka Maksimović (Iugoslavia, Serbia și Muntenegru)           |
| Kosovo                | Din Mehmeti, Ali Podrimja |
| Slovacia              | Pavol Országh Hviezdoslav |
| Slovenia              | France Prešeren |
| Spania                | Miguel de Cervantes, Lope de Vega, Federico García Lorca                                                                               |
| Suedia                | Carl Michael Bellman, Gustaf Fröding, Verner von Heidenstam, Esaias Tegnér, Evert Taube                                                |
| Elveția               | Gottfried Keller, Carl Spitteler |
| Turcia                | Mehmet Akif Ersoy, Nâzım Hikmet |
| Ucraina               | Taras Șevcenko, Ivan Franko, Lesia Ukrainka                                                                                            |
| Țara Galilor          | Dylan Thomas, Dafydd ap Gwilym |

### Oceania
| Țara          | Poeți                                                                         |
| ------------- | ----------------------------------------------------------------------------- |
| Australia     | Henry Lawson, Adam Lindsay Gordon, Dorothea Mackellar, A. B. "Banjo" Paterson |
| Noua Zeelandă | James K. Baxter, Allen Curnow                                                 |